# Frans en Truus van der Veld
Franciscus Nicolaas (Frans) (Lisse, 11 december 1940) en Truus van der Veld zijn Nederlandse beeldend kunstenaars.

## Biografie
Frans en Truus van der Veld zijn beiden geboren en getogen in Lisse. Frans begon zijn opleiding aan de Vrije Academie en voltooide deze aan de Koninklijke Academie van Beeldende Kunsten in Den Haag (1962-1967). Hij sloot zich aan bij de Caroluskring. Truus werkt mee sinds 1980. Er werden in de loop van de jaren in Nederland beelden van hen geplaatst.

## Afbeeldingen

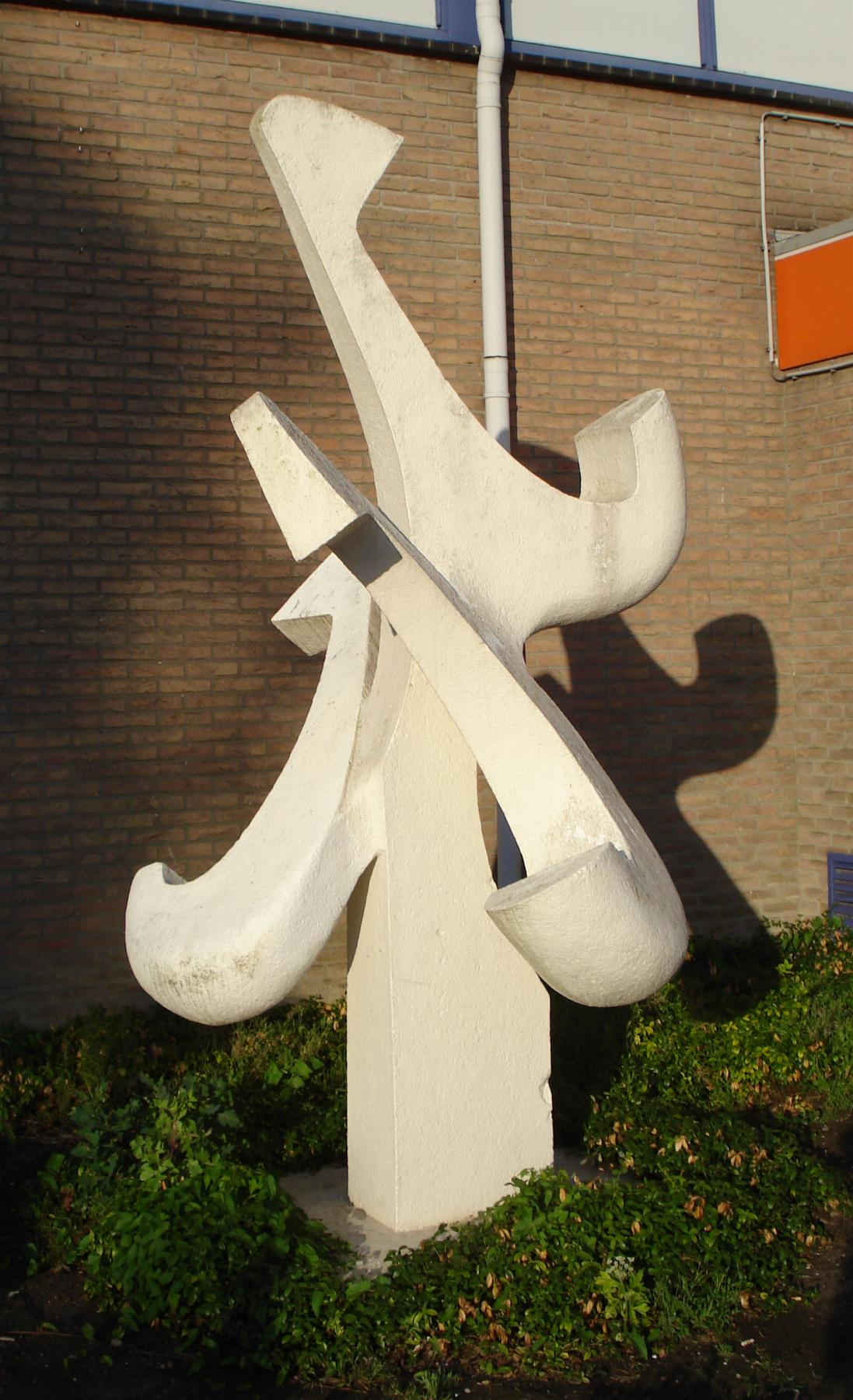
"Abstractie Figuur", Capelle a.d. IJssel
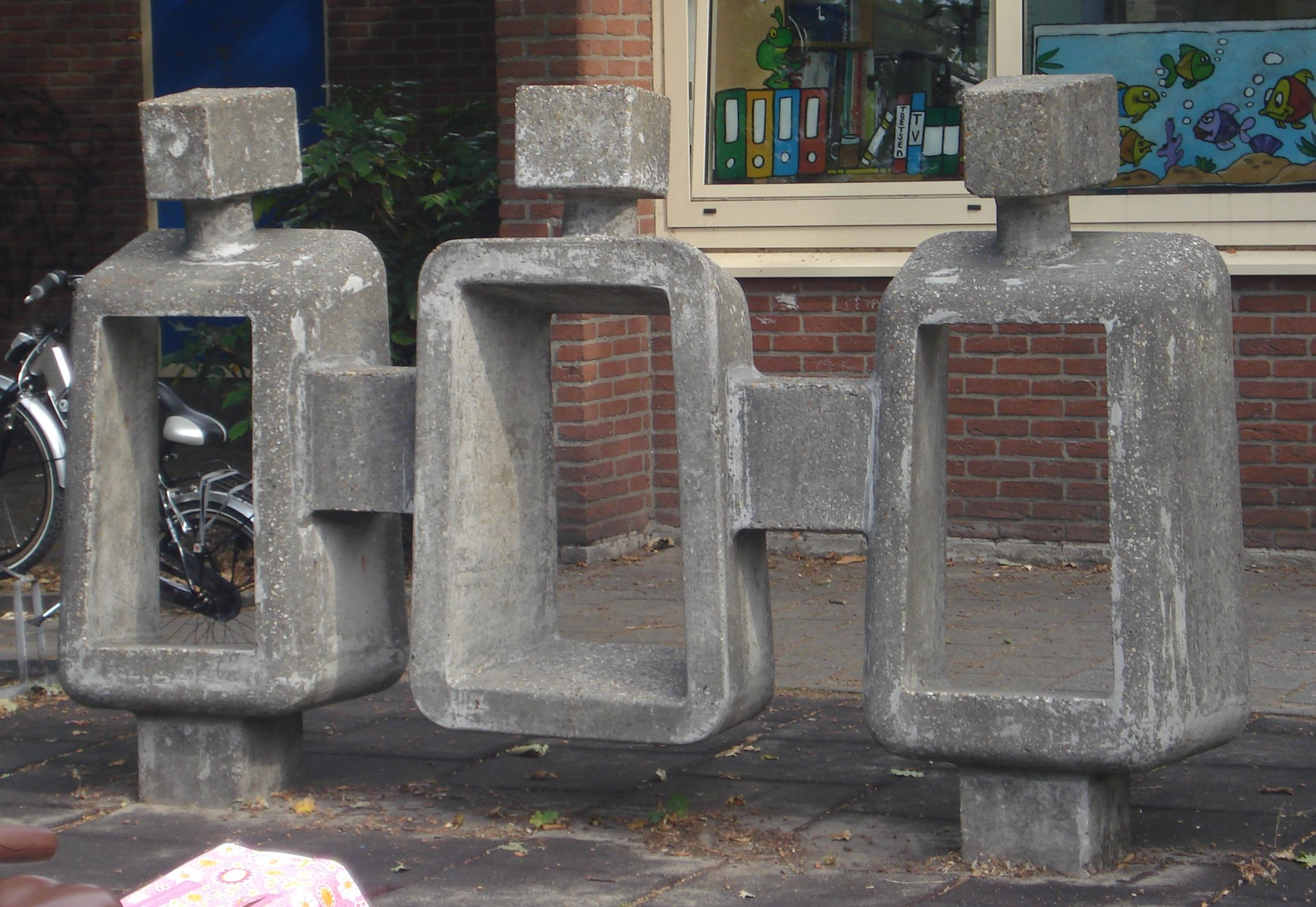
"Speelobject", Hillegom
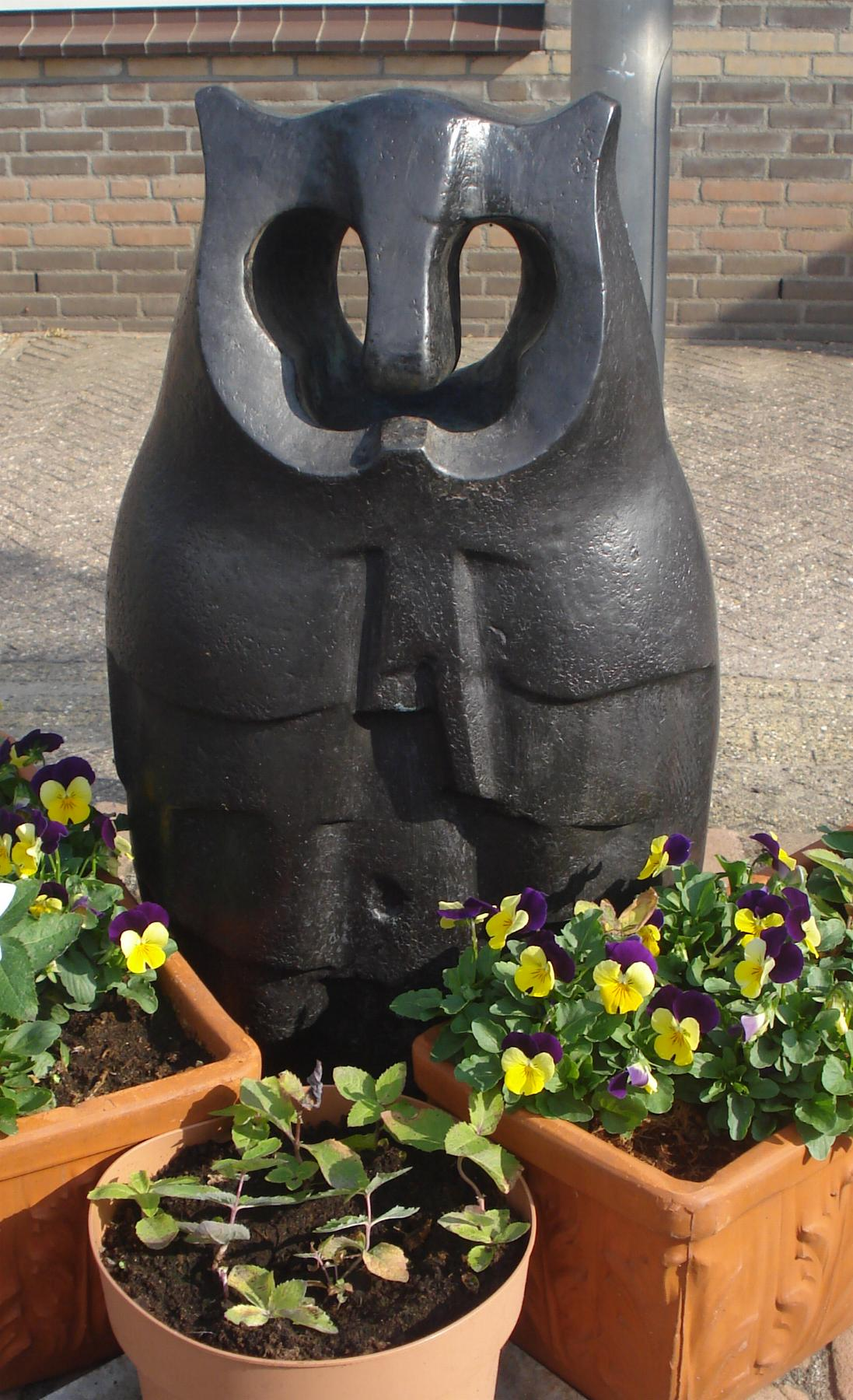
"Uiltje", Hillegom
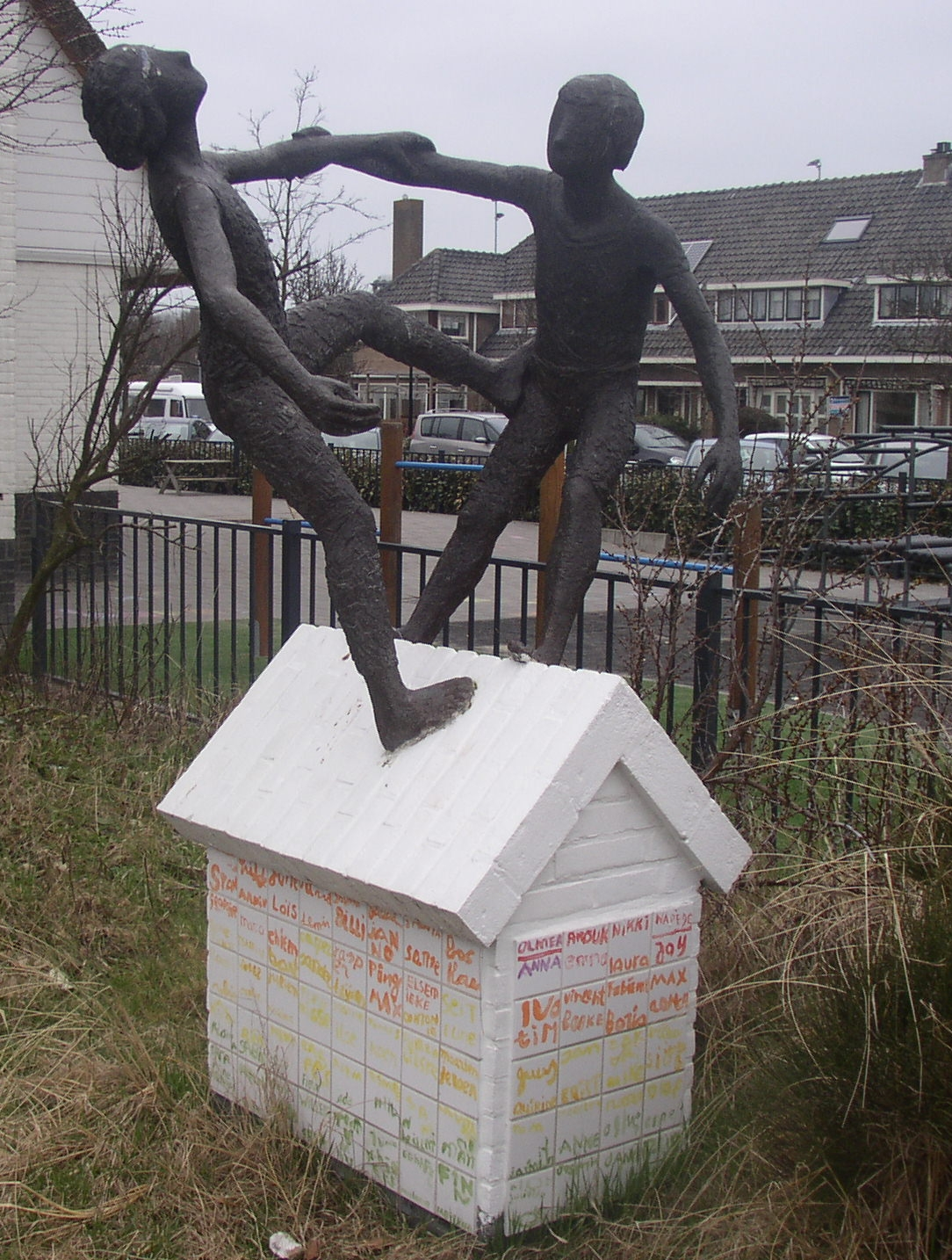
"Balancerende kinderen", Noordwijk
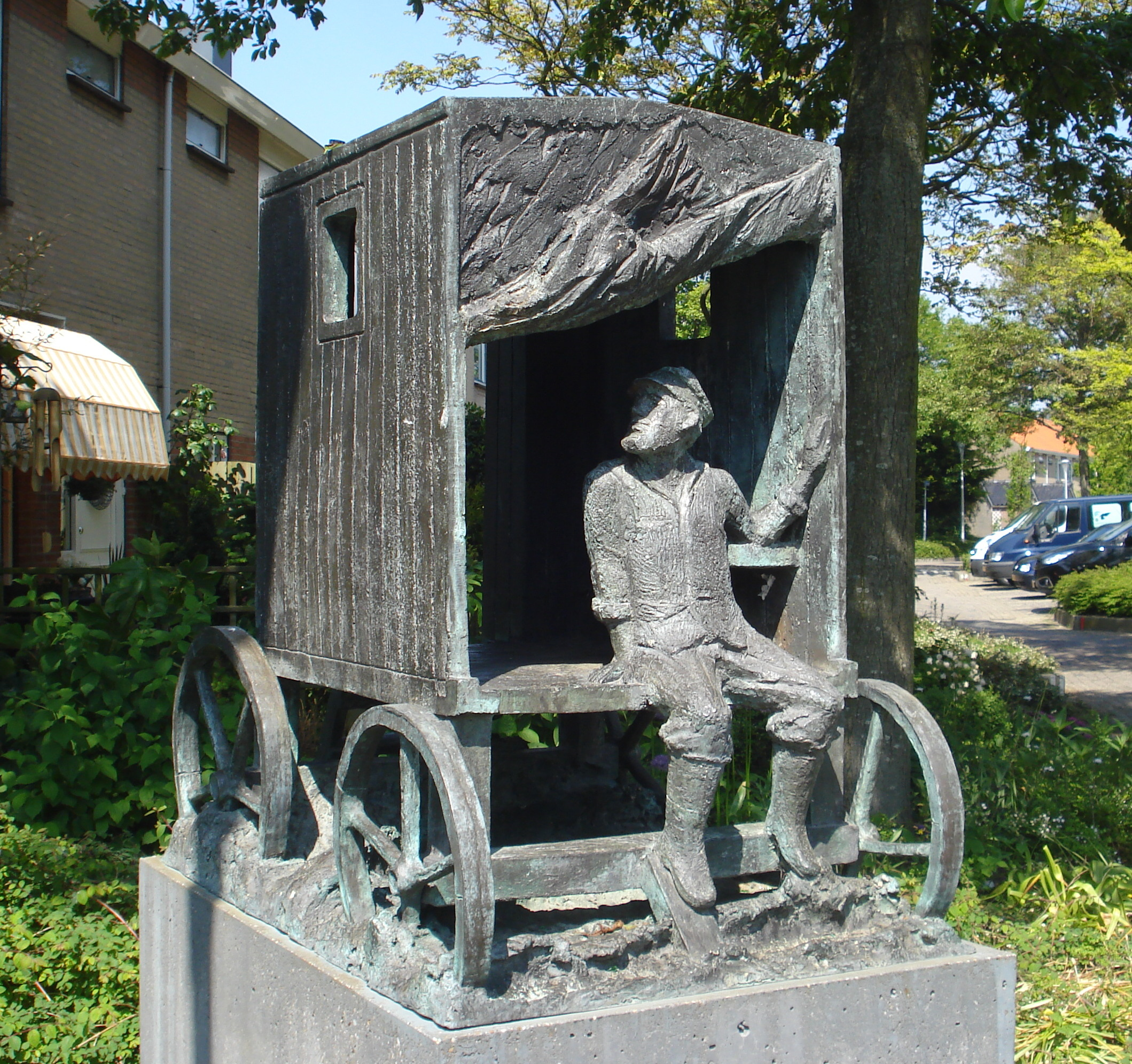
"Badman (Pieter Bedijn)", Noordwijk
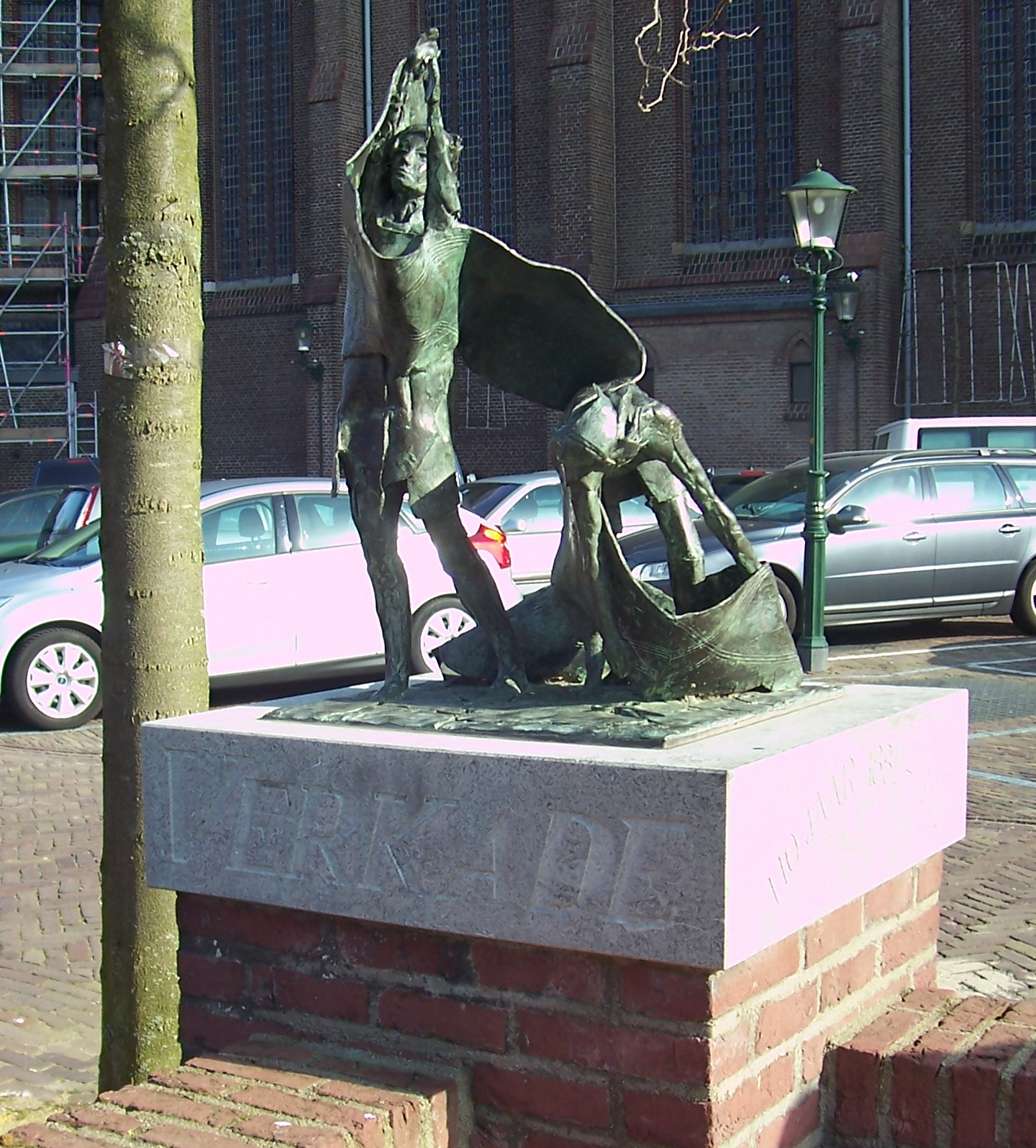
"Verkade", Noordwijk
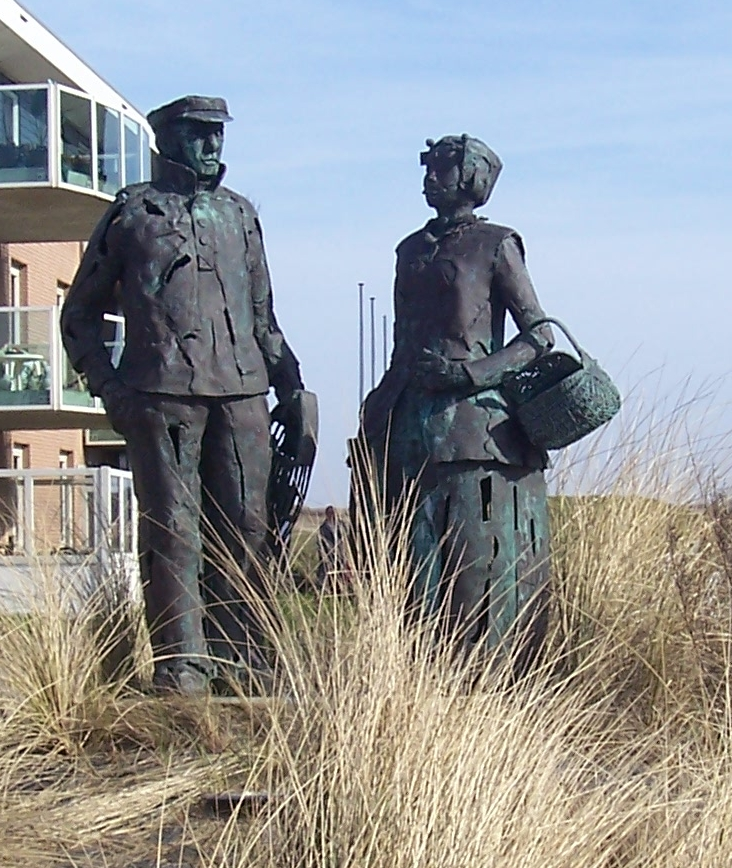
"Visser en vissersvrouw", Noordwijk
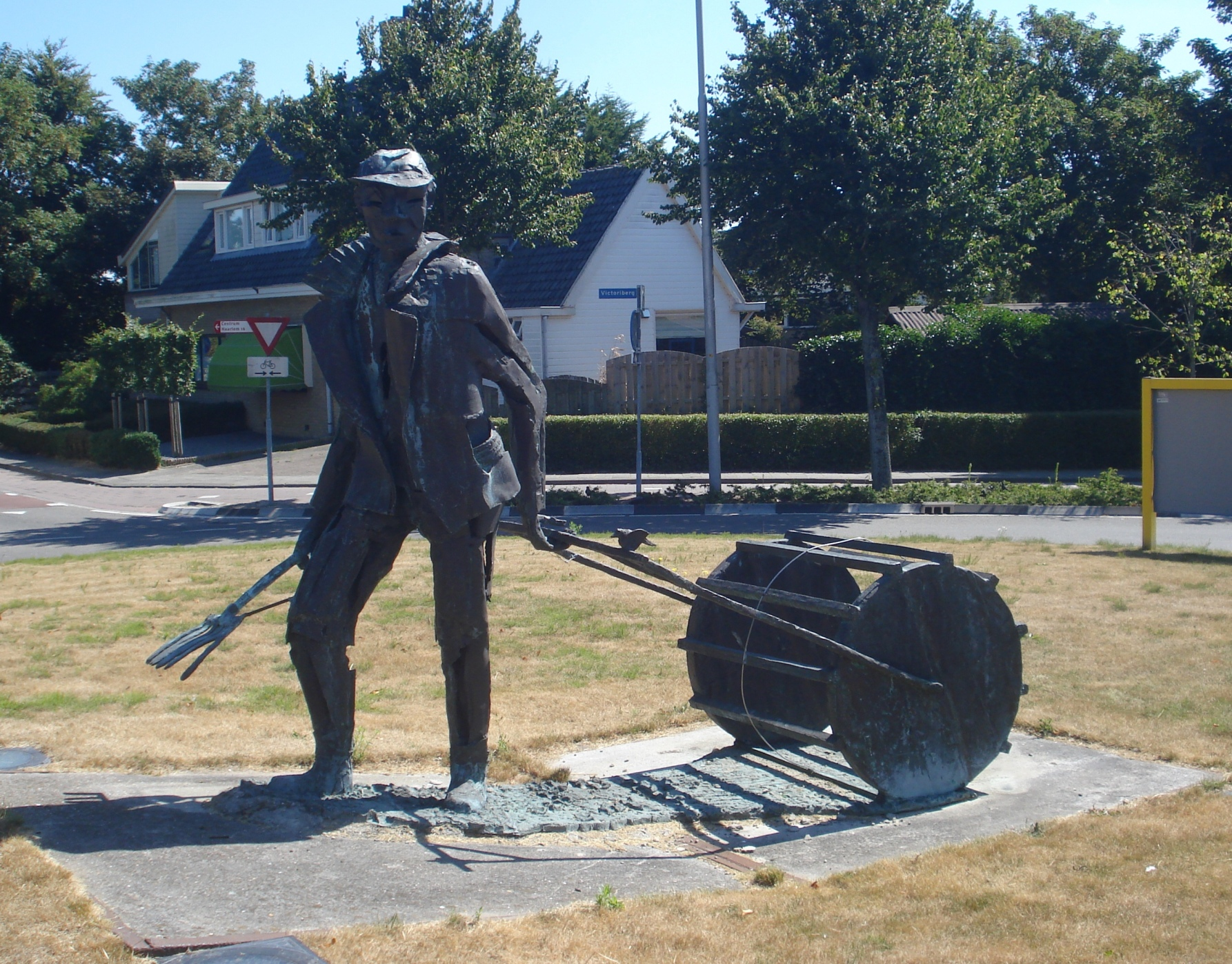
"Bollenplanter", Noordwijkerhout
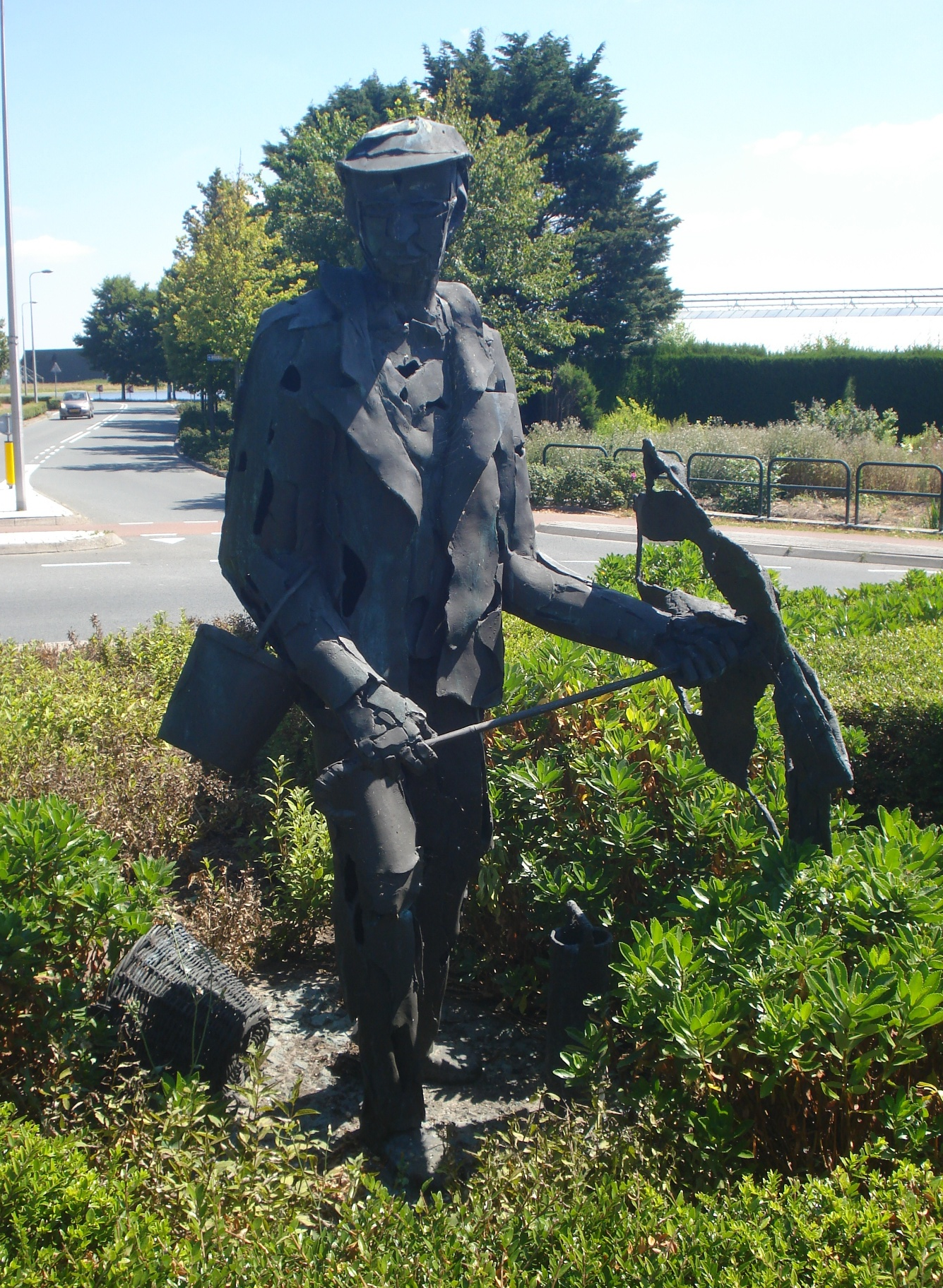
"Ziekzoeker", Noordwijkerhout
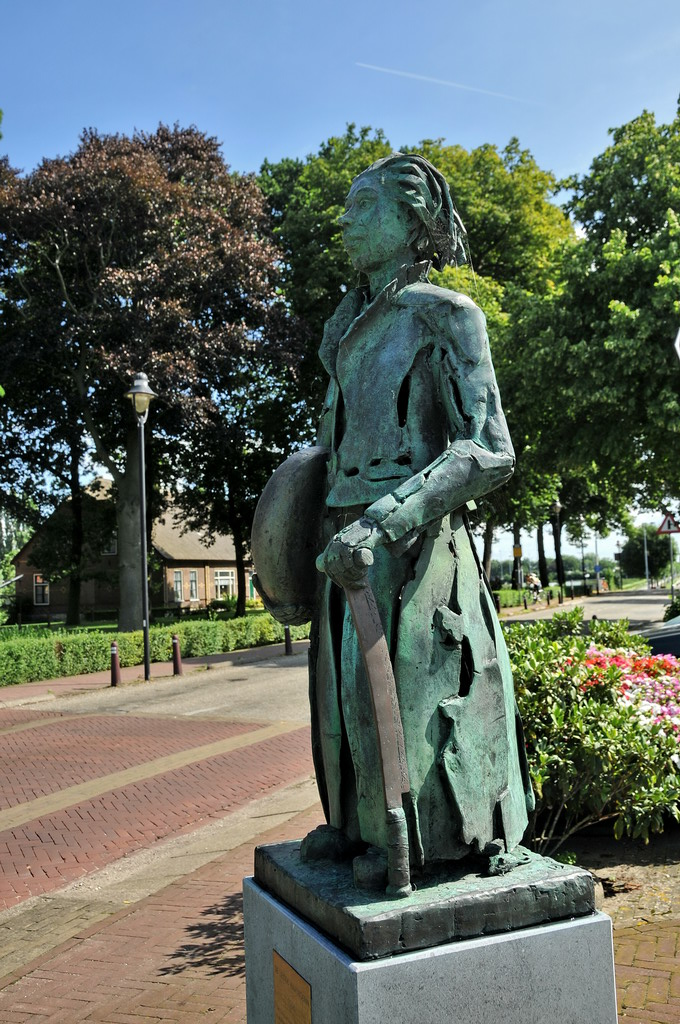
"Leids kaasboerinnetje", Oud Ade
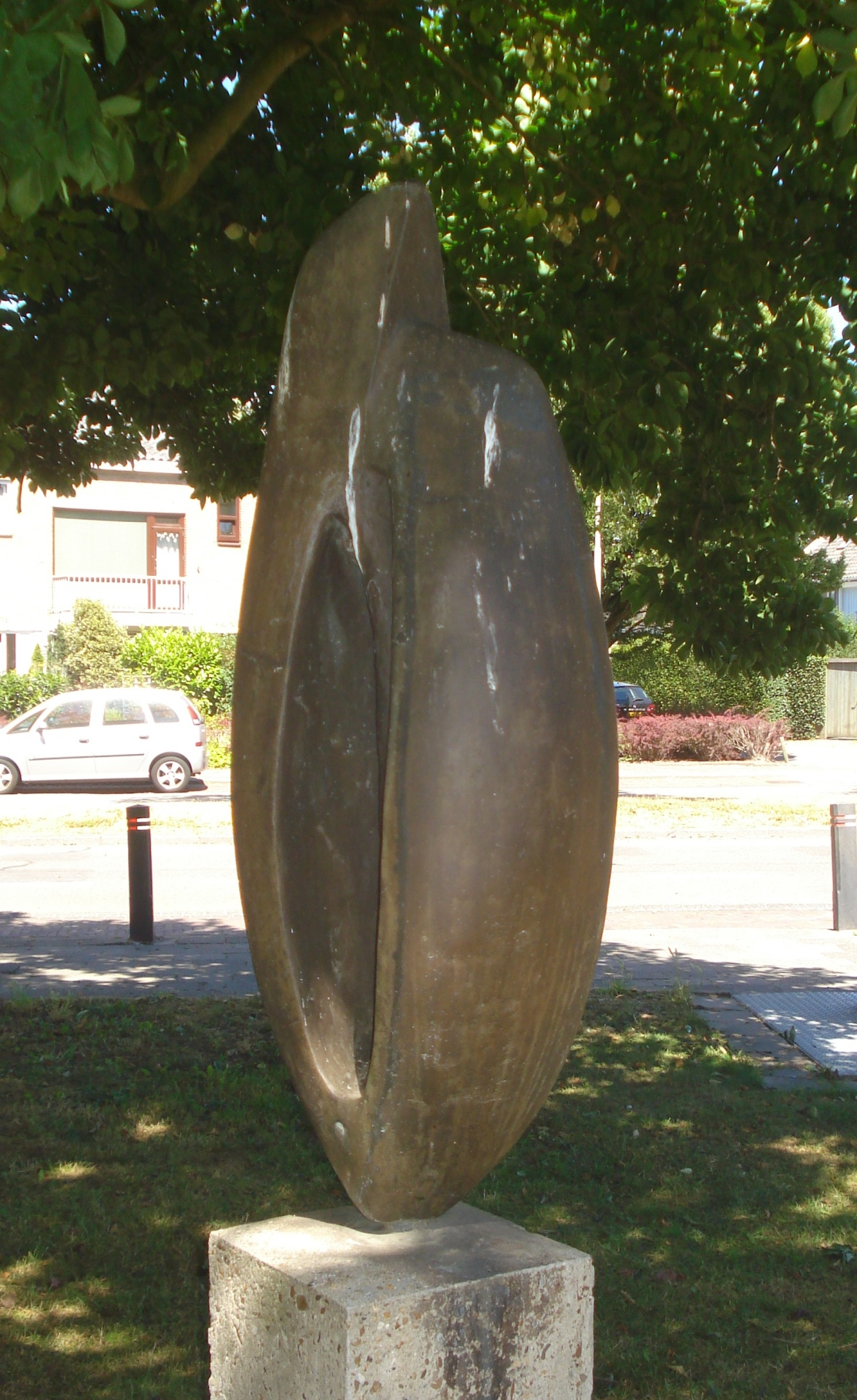
"Groeiplastiek, beschermd leven", Sassenheim
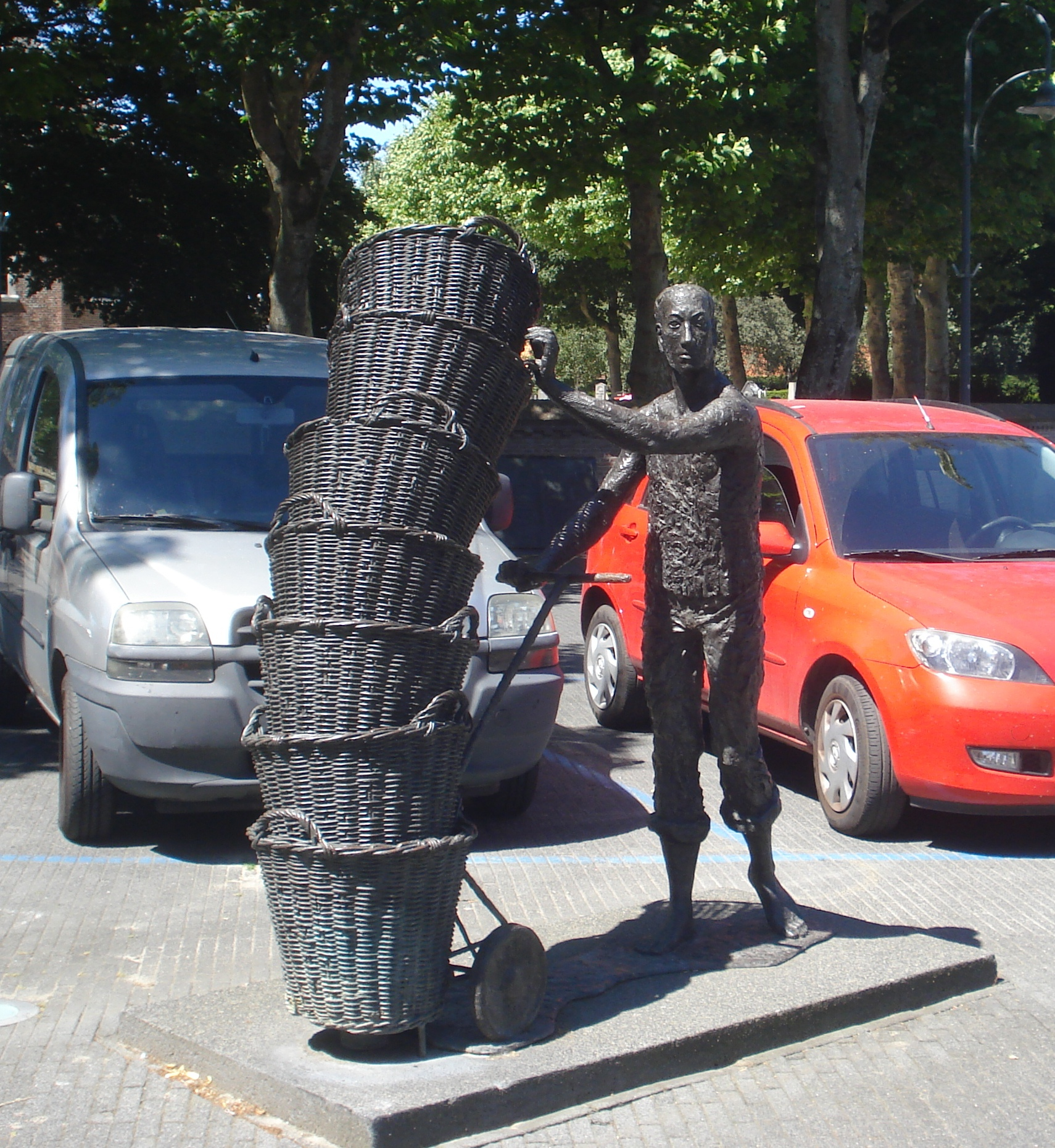
"Manden ruimen", Sassenheim
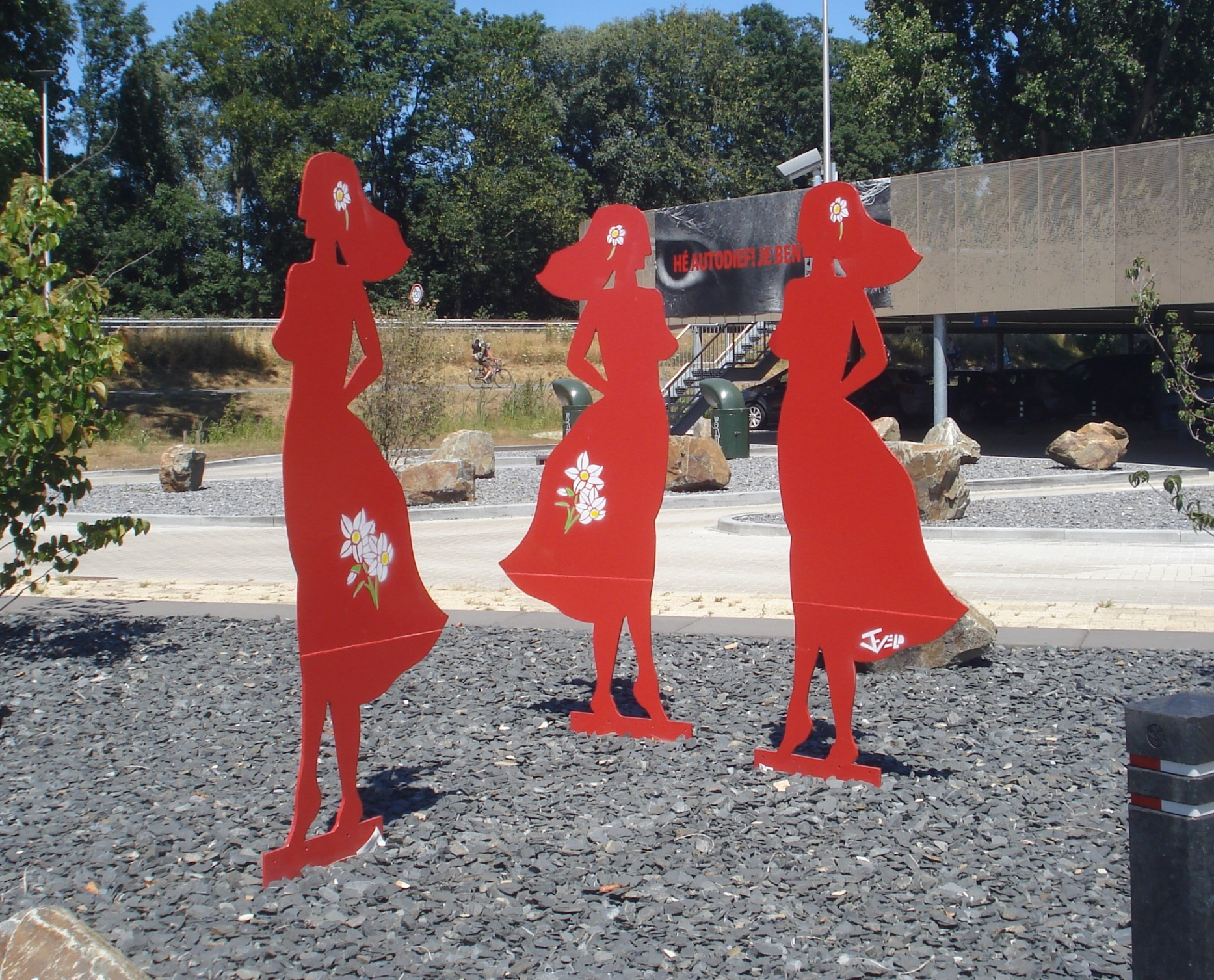
"Vrouwen in gesprek", Sassenheim
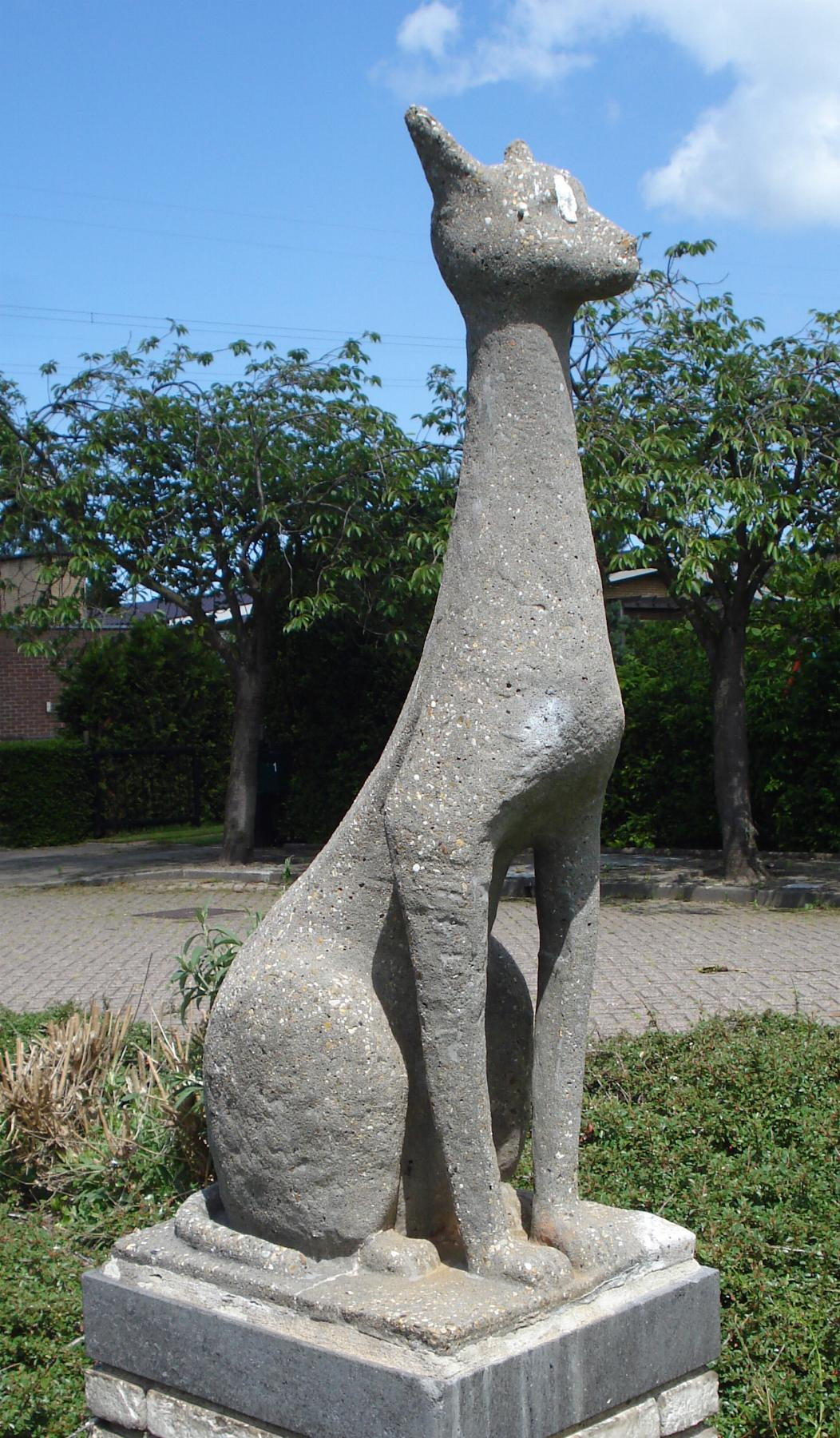
"Langhalskat", Voorburg
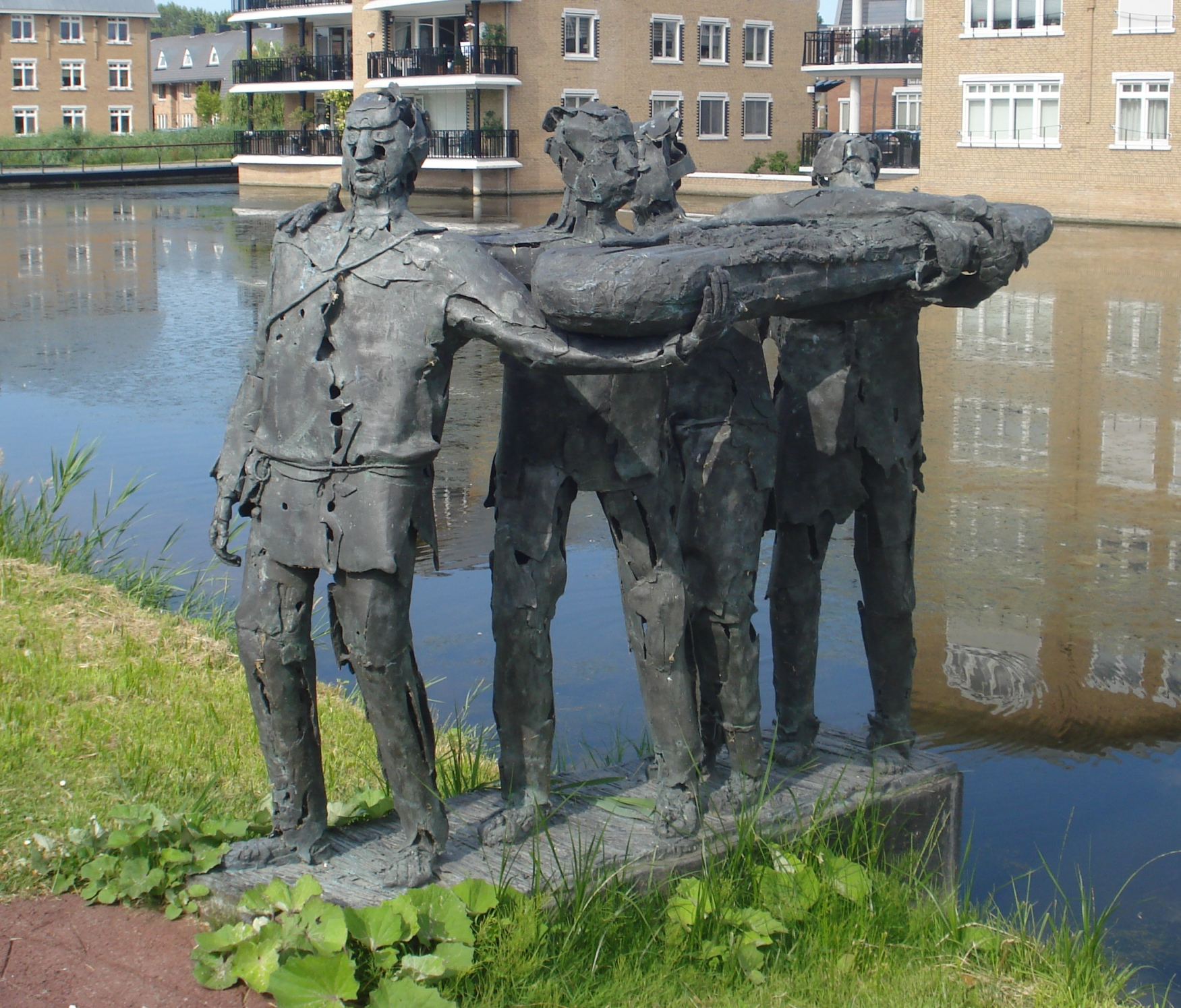
"Rituele Depositie", Voorschoten
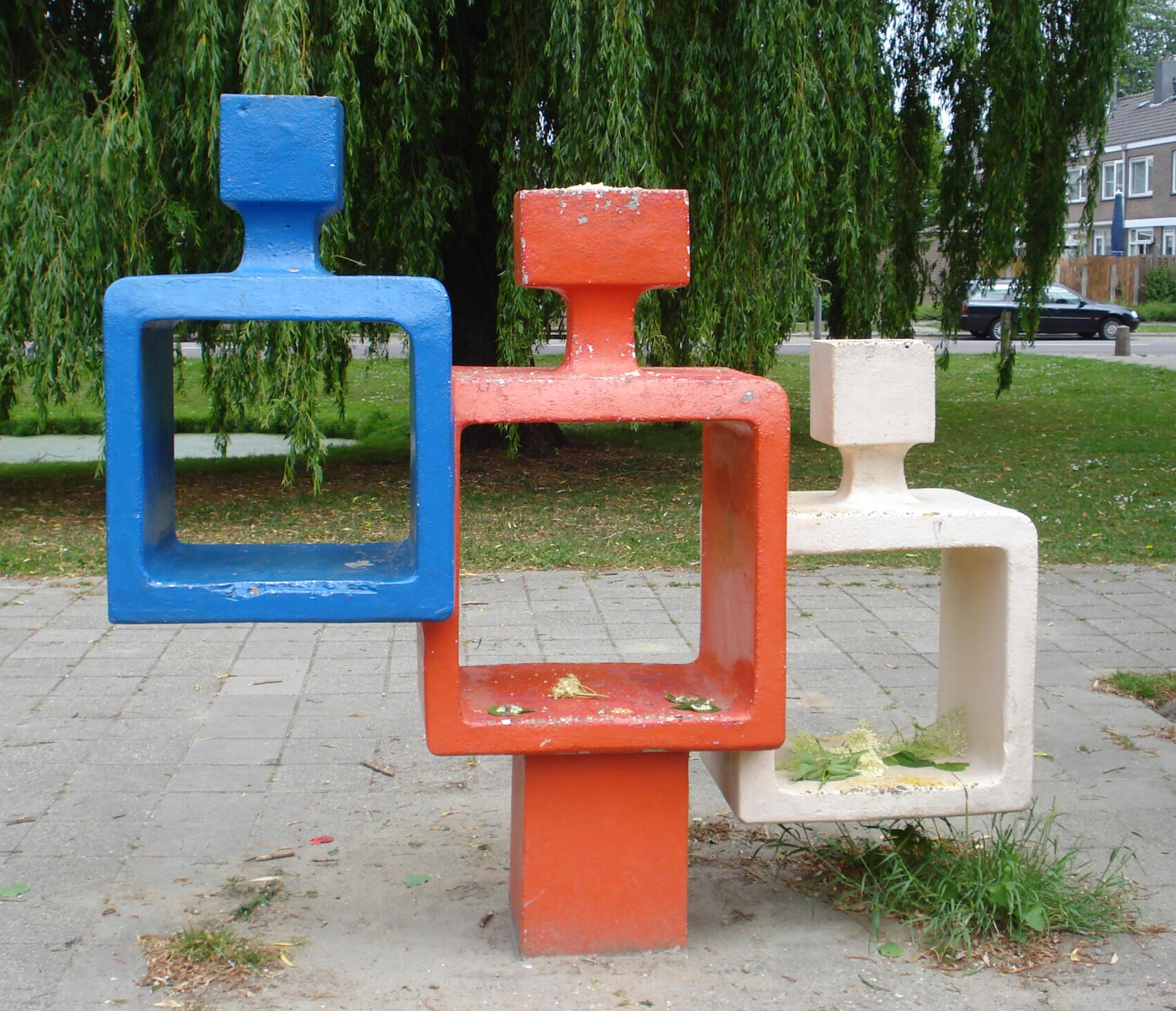
"Speelplastiek", Zwijndrecht
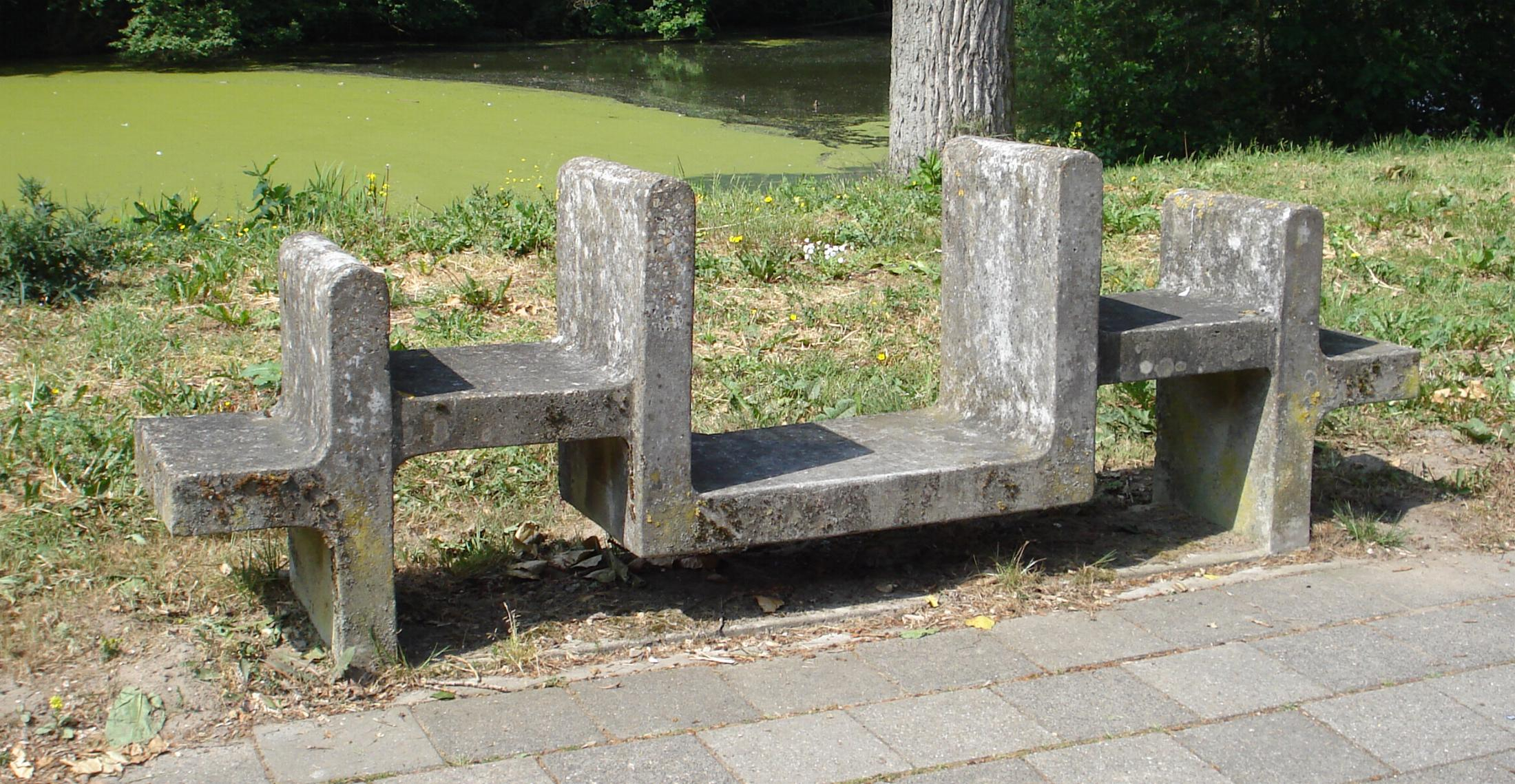
"Vorm in beton", Zwijndrecht
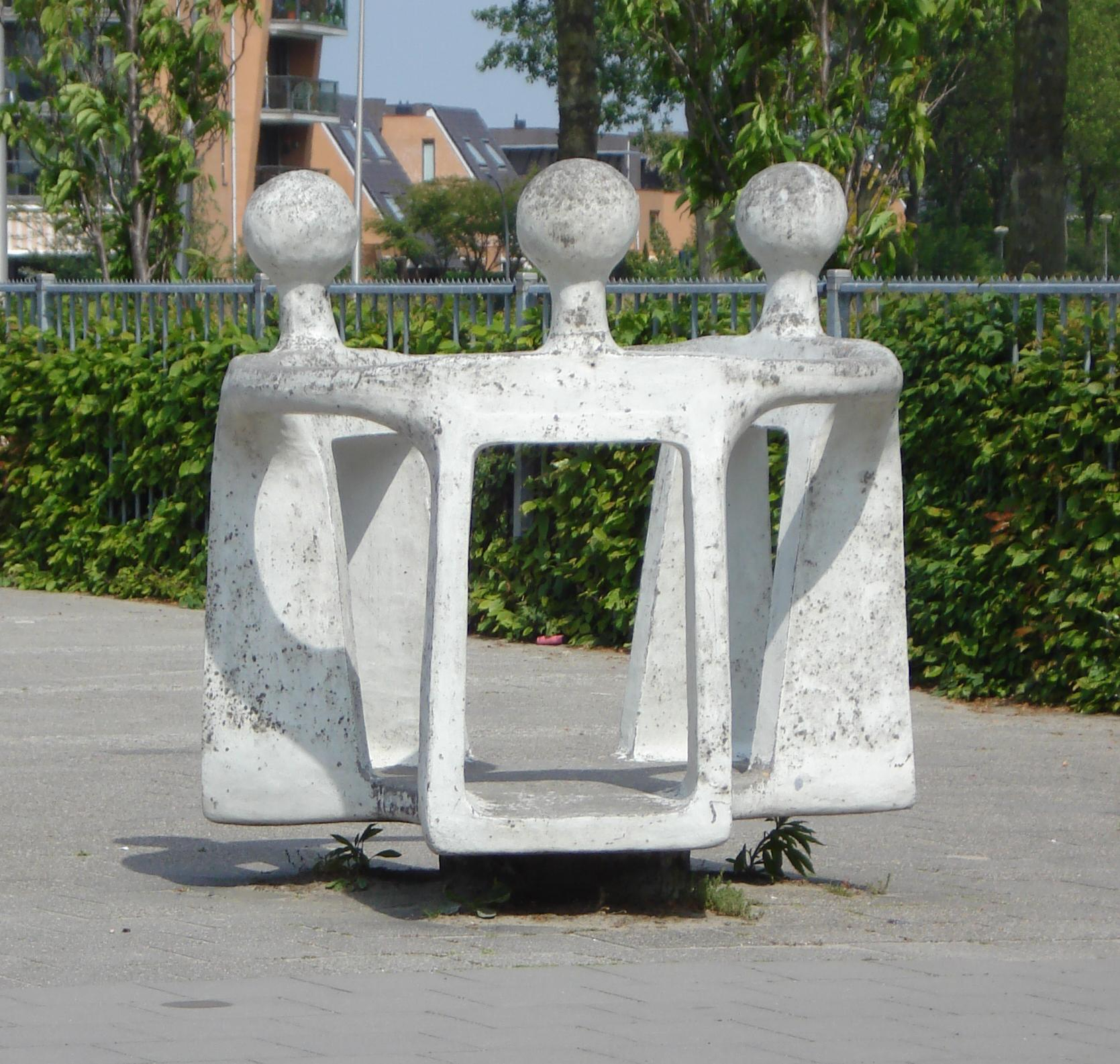
"De Ontmoeting", Zwijndrecht